# 베링거인겔하임동물약품
베링거인겔하임동물약품(Boehringer Ingelheim Animal Health)은 메리얼(Merial)이 베링거인겔하임(Boehringer Ingelheim)에 인수되고 베링거인겔하임의 기존 동물 의약품 자산과 합병되면서 2017년 1월에 설립된 다국적 동물 의약품 회사이다.

## 개요
1997년 8월 메리얼은 MSD (기업)의 동물 의약품 자회사와 사노피의 합작 투자로 시작되었다. 메리얼은 사노피가 MSD의 합작 투자 지분 50%를 인수하면서 사노피의 동물 의약품 사업부가 되었다. 2016년 12월 30일 베링거인겔하임은 OTC 사업을 사노피의 동물의약품 사업으로 전환했다. 메리얼은 현재 베링거인겔하임이 소유하고 있으며 동물 의약품 사업부인 베링거인겔하임베트메디카(Boehringer Ingelheim Vetmedica)와 합병하여 베링거인겔하임동물약품(Boehringer Ingelheim Animal Health)을 설립했다.
메리얼은 애완동물, 가축, 야생동물을 위한 다양한 제품과 백신을 생산한다. 메리얼은 약 6,900명의 직원을 보유하고 있으며 전 세계 150개국 이상에 진출해 있다. 2015년 매출은 약 25억 유로였다. 메리얼의 가장 인기 있는 제품으로는 프론트라인(Frontline), 하트가드(Heartgard), 넥스가드(NexGard), 아이보멕(Ivomec), 퓨어백스(PureVax) 및 프레비콕스(Previcox)가 있다.
2009년 10월 메리얼은 중국 난창하이테크개발지대(Nanchang Hi-tech Development Zone)에 있는 가금류 백신 공장에 7천만 달러를 투자한다고 발표했다. 2010년 3월 9일, 사노피-아벤티스(Sanofi-Aventis)는 MSD의 동물 의약품 사업부인 "Intervet/Schering Plough"와 메리얼을 결합하는 옵션을 행사했다고 발표했다. 새로운 합작 회사는 MSD와 사노피-아벤티스가 동등하게 소유하게 된다. 2011년 3월 22일, 이들은 새로운 동물 건강 합작 회사 설립에 대한 상호 계약을 종료한다고 발표했다.